# Gaston de Chasseloup-Laubat

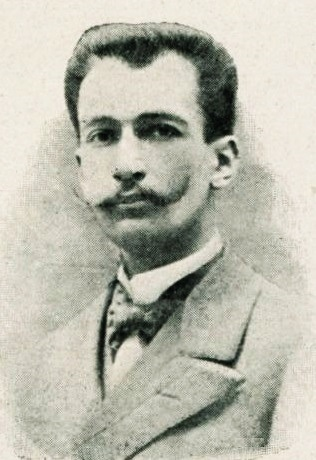
Gaston de Chasseloup-Laubat 1899

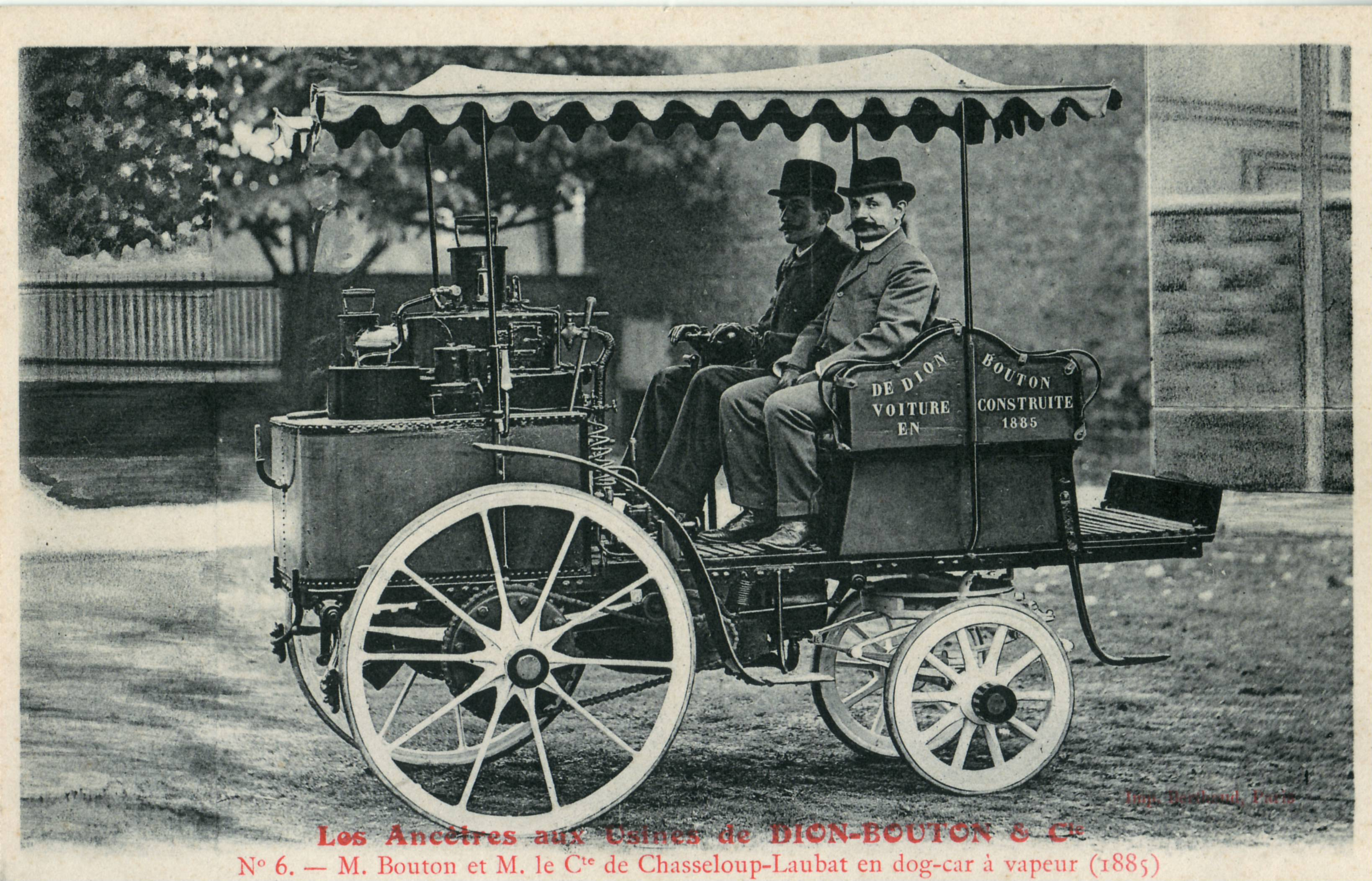
Georges Bouton und der Comte de Chasseloup-Laubat in einem Dampfwagen Trépardoux & Cie. Dog Cart de route von 1885. Möglicherweise handelt es sich um das Siegerfahrzeug der Wettfahrt Marseille-La Turbie von 1897. (Werbepostkarte von De Dion-Bouton, ca. 1907)

Gaston de Chasseloup-Laubat (* 7. Juni 1866; † 20. November 1903 in Le Cannet) war ein französischer Automobilrennfahrer.

## Leben und Karriere
Der französische Adlige kaufte 1895 einen Dampfwagen von Trépardoux & Cie. in Paris, der Vorgängerfirma von De Dion-Bouton und bestritt damit mehrere als Zuverlässigkeitsfahrten ausgeschriebene Rennen in der Pionierära des Automobils. Dazu gehörten in der Saison 1895 Paris–Bordeaux–Paris (nachträglich als I Grand Prix de l’ACF bekannt geworden), 1896 Paris–Marseille–Paris (II Grand Prix de l’ACF) und 1897 Marseille–La Turbie sowie Paris–Trouville. Sein zweifellos größter Erfolg mit einem Dampfwagen war der Sieg des Rennens Marseille–La Turbie 1897 (nach der Fahrt von Paris nach Rouen 1894 der einzige Erfolg eines Dampfwagens an einer der großen Fernfahrten um die Jahrhundertwende) und der dritte Platz bei der Tour de France für Automobile 1899.
Chasseloup-Laubat war der erste, der einen anerkannten Landgeschwindigkeitsrekord aufstellte: Am 18. Dezember 1898 erreichte er mit einem Jeantaud-Elektroauto, der Jeantaud Duc, eine Geschwindigkeit von 61,15 km/h. Im Duell mit Camille Jenatzy verbesserte er im Frühling 1899 diese Leistung mit seinem Fahrzeug bis auf 92,16 km/h.
Er starb nach langer Krankheit am 20. November 1903 in Le Cannet nahe Cannes im Alter von 37 Jahren. Er liegt auf dem Cimetière du Père-Lachaise in Paris begraben.